# Suberites difficilis
Suberites difficilis är en svampdjursart som beskrevs av Arthur Dendy 1897. Suberites difficilis ingår i släktet Suberites och familjen Suberitidae. Inga underarter finns listade i Catalogue of Life.